# Église San Diego all’Ospedaletto
L'église San Diego all'Ospedaletto (Saint-Didace-du-petit-Hôpital, ou Saint-Diego-du-petit-Hôpital) est une église de Naples située dans le cœur historique de la ville, protégé au titre du patrimoine mondial de l'UNESCO. L'église est dédiée à saint Didace de Ségovie (appelé aussi saint Diego d'Alcalá). Elle a repris aussi le titre de l'église San Giuseppe Maggiore, église voisine démolie en 1934. Elle se trouve via Medina et dépend de l'archidiocèse de Naples.

## Histoire
L'église est bâtie en 1514 grâce aux fonds donnés par une dame de la noblesse napolitaine, Giovanna Castriota, dame d'honneur de la reine Jeanne; elle est consacrée à saint Joachim, père de la Sainte Vierge.
Au cours du XVIe siècle, un  hôpital est construit pour les gentilshommes désargentés, desservi par l'église. Après la mort de la fondatrice, l'église passe aux frères mineurs observants qui la font entièrement reconstruire en 1595 et consacrent la nouvelle église au franciscain saint Didace de Ségovie canonisé quelques années auparavant (en 1588).
En 1784, l'intérieur de l'église est endommagé par un tremblement de terre et restauré; mais l'église est encore endommagée par les bombardements américains de 1943.
Quant au couvent franciscain et son petit hôpital, ils sont supprimés au début du XIXe siècle sous le régime de Joachim Murat qui en chassa les religieux et l'église devint simple filiale paroissiale dépendant de l'église San Giuseppe e Cristoforo.

## Description

### L'extérieur
La façade est caractérisée par la couleur sombre du piperno utilisé pour les lésènes toscans et ioniques décorant la façade et pour l'entourage de la grande fenêtre centrale. Les portails sont décorés de stucs, et les latéraux sont surmontés de fenêtres polylobées (le portail de droite est muré); le portail central est surmonté d'un tympan arqué avec la plaque de dédicace au milieu. Deux horloges et deux clochers couronnent les côtés.

### L'intérieur
L'intérieur possède trois nefs avec un transept et une abside. Au début, il présentait des fresques de Battistello Caracciolo, d'Andrea Vaccaro et de Massimo Stanzione, peintres formant l'« école du naturalisme caravagesque ».
Seules les fresques de Caracciolo ont survécu, les autres ayant été détruites par le tremblement de terre de 1784. Elles ont été remplacées par des fresques d'Angelo Mozzillo et d'Andrea Mattei (ces dernières ont été perdues par le bombardement américain de 1943). De Massimo Stanzione, l'on peut admirer La Mort de saint Joseph, tableau sur toile situé dans la dernière chapelle de droite.
L'on peut aussi admirer dans la sacristie un tableau d'Andrea Vaccaro figurant saint Antoine de Padoue. La sacristie a perdu dans le tremblement de terre de 1784 ses fresques du XVIIe siècle de Michele Ragolia
Le maître-autel en marbres polychromes du XVIIIe siècle a été dessiné par Giovan Battista Nauclerio et réalisé par Giuseppe de Filippo et Giuseppe Massotti. Des monuments funéraires élégants en marbre se trouvent sur la contre-façade; ils sont dédiés aux princes de Piombino, et sont l'œuvre de Giacomo Colombo (it) en 1703.

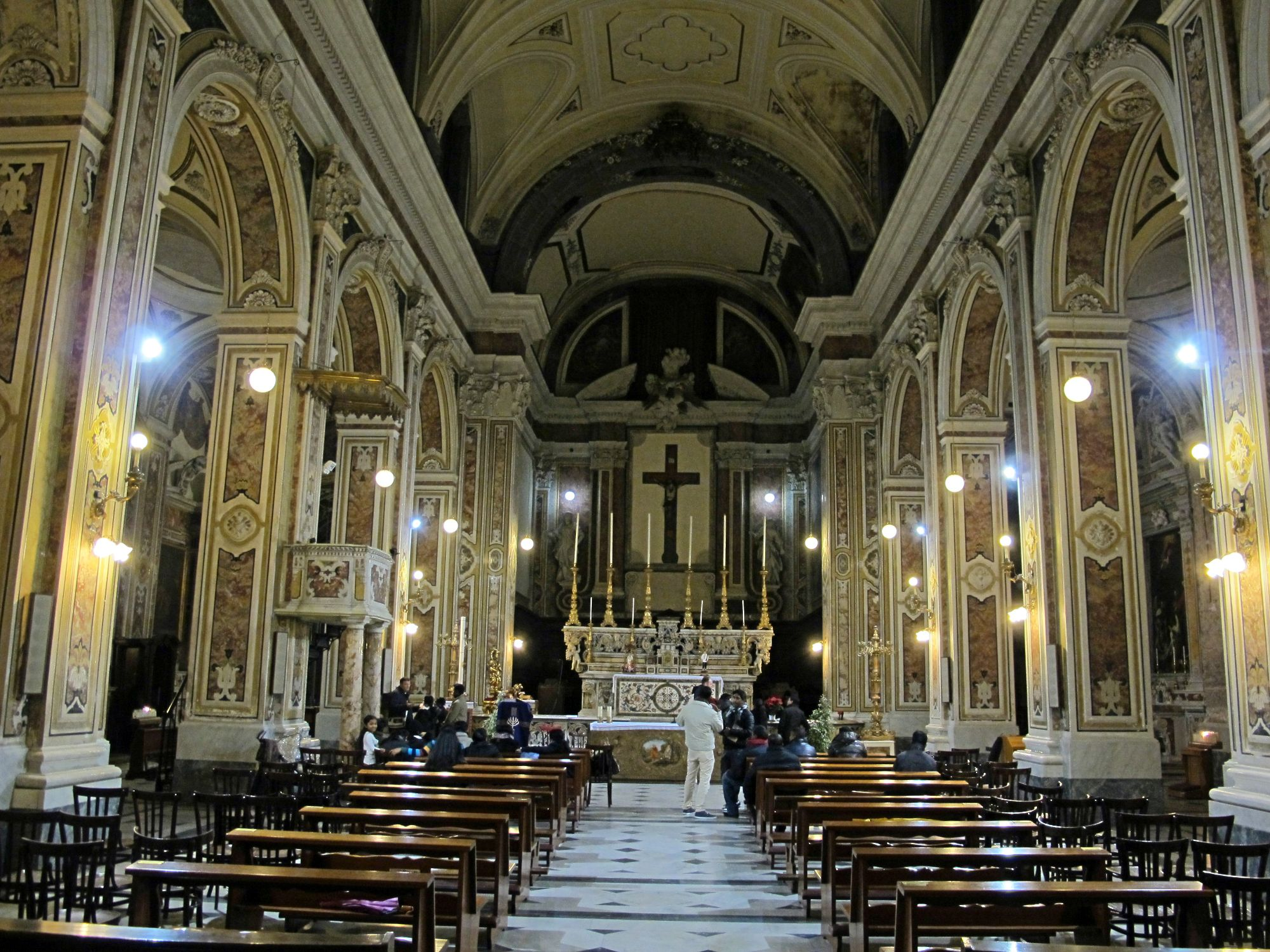
Intérieur de l'église.
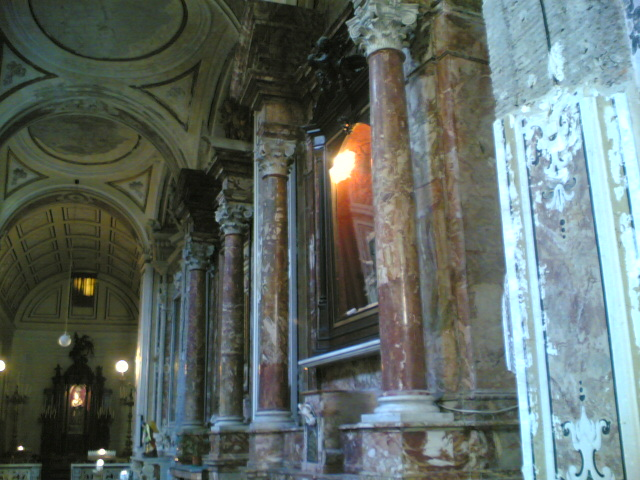
Détail des colonnes.

## Source de la traduction
- (it) Cet article est partiellement ou en totalité issu de l’article de Wikipédia en italien intitulé « Chiesa San Diego all'Ospedaletto » (voir la liste des auteurs).